# Gudpalli, Aurad
Gudpalli là một làng thuộc tehsil Aurad, huyện Bidar, bang Karnataka, Ấn Độ.